# Tanjong Keumala
Tanjong Keumala is een bestuurslaag in het regentschap Aceh Utara van de provincie Atjeh, Indonesië. Tanjong Keumala telt 284 inwoners (volkstelling 2010).